# Мансуров, Борис Александрович
Бори́с Алекса́ндрович Мансу́ров (1754 — 16 октября 1814) — действительный статский советник, казанский гражданский губернатор (1803—1814).

## Биография
Родился в семье ротмистра лейб-гвардии Конного полка, обер-коменданта в городе Казани Александра Яковлевича Мансурова (?—1762) и Аграфены Ивановны урожд. Леонтьевой (?—1792).
В составе 3-го батальона Кавказского егерского корпуса участвовал в кампаниях против горцев, подполковник (с 1788).
C 1803 по 1814 Казанский губернатор. При нём в 1805 в Казани открылся Казанский университет. В 1812 во время Отечественной войны 1812 года, участвовал в формировании Казанского ополчения. В состав ополчения, которое началось формироваться 1 сентября 1812 года, вошли почти 3 тысячи пеших и 300 конных воинов-добровольцев. Осенью 1812 года было сформировано и второе, резервное ополчение из двух батальонов. В этом же году, осенью 1812 года Казань приняла около 30 тысяч жителей Москвы, вынужденных оставить её перед вторжением Наполеона. Тогда же в Казань был переведен и ряд правительственных учреждений: департаменты Сената с архивами, Московский Опекунский совет, женские институты.

## Семья
Брат — Павел Александрович Мансуров (1756—1834) — камергер, тайный советник, сенатор, герольдмейстер, бригадир. Cестра — Екатерина (ум. 1831) была женой московского богача И. Д. Трубецкого.
Женат на дочери князя, генерал-майора Семёна Михайловича Баратаева Елене Семёновна Баратаевой, их дети:
- Павел (15.11.1794-10.04.1881) — Поручик лейб-гвардии конноегерского полка, член «Зеленой лампы», друг А.Пушкина
- Александр (179? -?)